# Paratrypanius
Paratrypanius es un género de escarabajos longicornios de la tribu Acanthocinini.

## Especies
- Paratrypanius bipunctatus Aurivillius, 1928
- Paratrypanius flavovittatus Aurivillius, 1908
- Paratrypanius savaiiensis Aurivillius, 1928